# Orcesis fuscoapicalis
Orcesis fuscoapicalis är en skalbaggsart som beskrevs av Stefan von Breuning 1963. Orcesis fuscoapicalis ingår i släktet Orcesis och familjen långhorningar.
Artens utbredningsområde är Laos. Inga underarter finns listade i Catalogue of Life.